# Sebastes ijimae
Sebastes ijimae är en fiskart som först beskrevs av Jordan och Metz, 1913.  Sebastes ijimae ingår i släktet Sebastes och familjen kungsfiskar. Inga underarter finns listade i Catalogue of Life.